# Wayne Cilento
Wayne Cilento (New York, 28 agosto 1949) è un attore, ballerino e coreografo statunitense.

## Biografia
Ha recitato in diversi musical a Broadway (A Chorus Line, Big Deal, Joseph and the Amazing Technicolor Dreamcoat), prima di diventare un coreografo.
Ha creato le coreografie per i musical Chess (tour statunitense, 1990), How to Succeed in Business Without Really Trying (Broadway, 1995), Aida (tour statunitense, 2000) e Wicked. È stato candidato sei volte al Tony Award alla miglior coreografia (1984, 1993, 1996, 1997, 2004, 2005), vincendone uno per The Who's Tommy nel 1993. È stato candidato anche al Tony Award al miglior attore non protagonista in un musical nel 1978 per Dancin'.